# Елеонора од Орлеана и Брагансе
Елеонора од Орлеана и Брагансе (порт. Eleonora de Orleans e Bragança; Рио де Жанеиро, 20. мај 1953) је члан бразилске царске породице, принцеза од Лиње као супруга Мигела, принца и шефа куће Лигне, једне од белгијских и европских племићких породица, најстарији и најпрестижнији. Осма ћерка претендента на бразилски престо, Педра Хенрикеа де Орлеана и Брагансе, тадашњег шефа царског дома Бразила, и принцезе Марије Изабеле од Бавијере.
Она је осмо од дванаесторо деце Педра Енрикеа де Орлеана и Брагансе (1909-1981), главе царске породице између 1921-1981, и принцезе Марије Изабеле од Бавијере ( 1914-2011), последње унуке краља Луке ИИИ . од Баварске Његов старији брат, Белтран, је тренутни претендент на трон Бразила и шеф огранка Вассоурас Царске куће Бразила.
Леонор је дипломирала историју на Католичком универзитету у Рио де Жанеиру .

## Брак и потомство
Елеонора од Орлеана и Брагансе, се удала 10. марта 1981. за Мигела, КСИВ принца од Лиња, у граду Рио де Жанеиру . Мигел је најстарији син Антонија, XIII принца де Лиња и његове супруге принцезе Алисије од Луксембурга (млађа ћерка велике војвоткиње Шарлоте од Луксембурга и принца Феликса од Бурбон-Парме ). Упркос разлици у статусу, Орлеана и Брагансе је свргнута краљевска кућа, а Лигне племићка кућа, принц Педро Енрике је сматрао да је брак не-морганатски. Из овог брака рођено је двоје деце:
- Принцеза Алиса, грофица од Дампиерре (р. 3. јула 1984.) која се удала 18. јуна 2016. у замку Белœил, Хаинаут, гроф Гуиллермо Аимар Мануел де Дампиерре (рођ. 4. маја 1985.), нећак Трећи унук Дуцхес де Дамп од Емануеле Сеговија, тетка шпанског краља Хуана Карлоса И. Имају ћерку:
  - Грофица Олимпија де Дампјер (р. 21. децембра 2017).
- Принц Хенри Антонио де Лигне (р. 1. марта 1989).

Иако његови синови нису принчеви Бразила, они су у линији наслеђивања бразилског престола.
Упркос томе што живи у Белгији, принцеза Елеанор често посећује Бразил, где јој живе деца и рођени унуци, а повремено учествује у догађајима везаним за национални монархистички покрет.